# José Manuel Jurado Marín
José Manuel Jurado Marín (nascut el 29 de juny de 1986 a Sanlúcar de Barrameda) és un exfutbolista professional andalús que jugava com a migcampista.

## Trajectòria esportiva
Format a les categories inferiors del Reial Madrid CF, va fitxar per l'Atlètic de Madrid el 2006.
El 27 d'agost de 2009 fou suplent en el partit de la Supercopa d'Europa 2010 en què l'Atlético de Madrid es va enfrontar a l'Inter de Milà, i va guanyar el títol, per 2 a zero. Jurado entrà al minut 82 substituint el seu company Diego Forlán.
El 2010 va ser traspassat al Schalke 04 alemany.
El 31 d'agost de 2012 es va acordar la cessió del jugador andalús a l'Spartak de Moscou. L'estiu de 2013 el conjunt rus va fer efectiva l'opció de compra per valor de 3 milions d'euros.
Després de 3 temporades a Rússia, el migcampista andalús va fitxar pel Watford anglès, club entrenat per Quique Sánchez Flores.
L'estiu de 2016 els camins de jugador i entrenador continuarien lligats una temporada més, però a un altre club. Primer Quique, i uns dies més tard, Jurado, recalaven al nou Espanyol de Chen Yansheng.

## Palmarès

### Atlético de Madrid
- Lliga Europa de la UEFA (2009-10)
- Supercopa d'Europa (2010)[1]